# Список русских православных храмов и приходов Южной Америки
В список включены храмы и приходы, устроенные на средства Российской империи или русской эмиграции, миссионерского происхождения и/или придерживающиеся русской богослужебной традиции.

## Аргентина
| Город                          | Храм                                               | Год постройки | Современная юрисдикция                                                         | Изображение | Современный адрес                                                        | Примечания                                                                 |
| ------------------------------ | -------------------------------------------------- | ------------- | ------------------------------------------------------------------------------ | ----------- | ------------------------------------------------------------------------ | -------------------------------------------------------------------------- |
| Абасто                         | Церковь «Страшного Суда»                           |               | Сан-Паульская и Южно-Американская епархия РПЦЗ(А)                              |             | Между Calle 515, Calle 515bis и Calle 231, Abasto                        | с 2007 года в расколе                                                      |
| Буэнос-Айрес                   | Собор Благовещения Пресвятой Богородицы            | 1947          | Аргентинская и Южноамериканская епархия Русской православной церкви            |             | Bulnes 1743, Buenos Aires                                                | кафедральный                                                               |
| Буэнос-Айрес                   | Собор Воскресения Христова                         | 1960          | Каракасская и Южно-Американская епархия Русской православной церкви заграницей |             | Nunez 3541, Buenos Aires                                                 | кафедральный                                                               |
| Буэнос-Айрес                   | Церковь Пресвятой Троицы                           | 1901          | Сан-Паульская и Южно-Американская епархия РПЦЗ(А)                              |             | Av Brasil, 315, Buenos Aires                                             | в 1948—1961 года — в Северо-Американской митрополии. С 2007 года в расколе |
| Ла Больса                      | Часовня святителя Николая Чудотворца               |               | Каракасская и Южно-Американская епархия Русской православной церкви заграницей |             | Villa El Descanso La Bolsa, Cordoba                                      |                                                                            |
| Вилья Бальестер (Буэнос-Айрес) | Церковь преподобного Сергия Радонежского           | 1959          | Сан-Паульская и Южно-Американская епархия РПЦЗ(А)                              |             | San Lorenzo 155, Villa Ballester, Buenos Aires                           |                                                                            |
| Кильмес (Буэнос-Айрес)         | Храм святителя Гермогена, Патриарха Московского    | 1952          | Каракасская и Южно-Американская епархия Русской православной церкви заграницей |             | Velez Sarsfield y Lavalleja, Colonia Rusa 1, Quilmes, Buenos Aires       |                                                                            |
| Ланус                          | Церковь Всех Святых в земле Российской Просиявших  | 1980-е        | Аргентинская и Южноамериканская епархия Русской православной церкви            |             | Estados Unidos 3686, Lanus Oeste, prov. Buenos Aires                     |                                                                            |
| Итусаинго (Буэнос-Айрес)       | Церковь Всех святых, в земле российской просиявших | 1962          | Южно-Американская епархия РПЦЗ(А)                                              |             | Malabia 1253, Villa Ariza, Ituzaingo, Buenos Aires                       |                                                                            |
| Мар-дель-Плата                 | Церковь в честь Царственных Страстотерпцев         |               | Аргентинская и Южноамериканская епархия Русской православной церкви            |             | Borthaburu 5007 (Ex 36 bis) y Astor Piazzolla, Mar del Plata             |                                                                            |
| Обера                          | Церковь Святой Троицы                              | 1991          | Аргентинская и Южноамериканская епархия Русской православной церкви            |             | Taruma 43, Obera, prov. Misiones                                         |                                                                            |
| Обера                          | Церковь Воздвижения Честного Креста Господня       |               | Каракасская и Южно-Американская епархия Русской православной церкви заграницей |             | Oberá                                                                    |                                                                            |
| Сан-Карлос-де-Барилоче         | Церковь святого равноапостольного князя Владимира  |               | Южно-Американская епархия РПЦЗ(А)                                              |             | Del Campanario 5AV, Peninsula San Pedro San Carlos de Bariloche, Neuquen |                                                                            |
| Сан Мартин (Буэнос-Айрес)      | Церковь преподобного Иова Почаевского              | 1989          | Аргентинская и Южноамериканская епархия Русской православной церкви            |             | F. Ballester 679, San Martin, prov. Buenos Aires                         |                                                                            |
| Темперлей (Буэнос-Айрес)       | Церковь Покрова Пресвятой Богородицы               | 1959          | Каракасская и Южно-Американская епархия Русской православной церкви заграницей |             | Anchorena 665, Temperley, B-1834 Buenos Aires, Argentina                 |                                                                            |
| Трес Капонес                   | Церковь Покрова Пресвятой Богородицы               |               | Сан-Паульская и Южно-Американская епархия РПЦЗ(А)                              |             | Tres Capones                                                             |                                                                            |

Бывшие храмы
| Город                     | Приход                                            | Год основания | Современная юрисдикция                                                         | Изображение | Современный адрес                                                        | Примечания |
| ------------------------- | ------------------------------------------------- | ------------- | ------------------------------------------------------------------------------ | ----------- | ------------------------------------------------------------------------ | ---------- |
| Ванда                     | Приход святителя Николая Чудотворца               |               | Каракасская и Южно-Американская епархия Русской православной церкви заграницей |             | Wanda Colonia, Gobernador Lanusse, Municipio Wanda, Dto.Iguaru, Misiones |            |
| Гуарани                   | Приход Всех святых, в земле Российской Просиявших | 1954          | Аргентинская и Южноамериканская епархия Русской православной церкви            |             | Gobernador Lopez-Municipio, Guarani-Dto. Oberá                           |            |
| Гуарани                   | Приход Воскресения Христова                       | 1928          | Аргентинская и Южноамериканская епархия Русской православной церкви            |             | Picada Yapeun-Municipio, Guarani-Dto. Oberá                              |            |
| Лос Хелечос               | Приход Успения Пресвятой Богородицы               | 1955          | Аргентинская и Южноамериканская епархия Русской православной церкви            |             | Colonia Bayo Troncho-Minicipio, Los Helechas-Dto. Oberá                  |            |
| Лос Хелечос               | Приход Введения во Храм Пресвятой Богородицы      |               | Аргентинская и Южноамериканская епархия Русской православной церкви            |             | Ameguino, 3361 Los Helechas Dto, prov. Misiones                          |            |
| Сан Исидро (Буэнос-Айрес) | Церковь великомученика Димитрия Солунского        |               | Каракасская и Южно-Американская епархия Русской православной церкви заграницей |             | San Isidro, Buenos Aires                                                 |            |

Приходы без отдельных храмов и домовые храмы
| Город                          | Приход                                            | Год основания | Современная юрисдикция            | Изображение | Современный адрес                                    | Примечания         |
| ------------------------------ | ------------------------------------------------- | ------------- | --------------------------------- | ----------- | ---------------------------------------------------- | ------------------ |
| Вилья Бальестер (Буэнос-Айрес) | Церковь святого равноапостольного князя Владимира | 1961          | Южно-Американская епархия РПЦЗ(А) |             | San Vladimiro 2045 CP, Villa Ballester, Buenos Aires | Снесён в 2017 году |

## Боливия
| Город  | Приход             | Год основания | Современная юрисдикция                      | Изображение | Современный адрес                                                                      | Примечания                                                         |
| ------ | ------------------ | ------------- | ------------------------------------------- | ----------- | -------------------------------------------------------------------------------------- | ------------------------------------------------------------------ |
| Ла-Пас | Храм Святой Троицы | 2008          | Аргентинская и Южноамериканская епархия РПЦ |             | Av. Walter Guevara Arze 8129, La Paz, Bolivia. (zona Sur — Calacoto) Embajada de Rusia | при Посольстве Российской Федерации в Боливии (недоступная ссылка) |

## Бразилия
| Город                    | Храм                                      | Год постройки | Современная юрисдикция | Изображение | Современный адрес                                                                | Примечания                                                                                                  |
| ------------------------ | ----------------------------------------- | ------------- | --- | ----------- | -------------------------------------------------------------------------------- | --- |
| Вила Альпина (Сан-Паулу) | Церковь Святой Троицы                     |               | Фактически: Русская православная церковь заграницей (юрисдикции митрополита Агафангела); Формально: Каракасская и Южно-Американская епархия Русской православной церкви заграницей |             | Rua Paratiquara 151, Vila Alpina, São Paulo                                      | |
| Индианополис (Сан-Паулу) | Церковь преподобного Сергия Радонежского  | 1951          | Фактически: Русская православная церковь заграницей (юрисдикции митрополита Агафангела); Формально: Каракасская и Южно-Американская епархия Русской православной церкви заграницей |             | Rua Gaivota 898, Indianopolis, São Paulo                                         | |
| Кампина-дас-Мисойнс      | Церковь святого апостола Иоанна Богослова | 1912          | Аргентинская и Южноамериканская епархия Русской православной церкви |             | Linha Paca Sul 98975-000, Campina das Missoes                                    | |
| Нитерой (Рио-де-Жанейро) | Храм Покрова Пресвятой Богородицы         | 1950          | Фактически: Русская православная церковь заграницей (юрисдикции митрополита Агафангела); Формально: Каракасская и Южно-Американская епархия Русской православной церкви заграницей |             | Av. Anita Nilo Peçanha 87, Sao Francisco, Niteroi, Rio de Janeiro                | |
| Педрейра                 | Церковь Покрова Пресвятой Богородицы      | 1950-е        | Фактически: Русская православная церковь заграницей (юрисдикции митрополита Агафангела); Формально: Каракасская и Южно-Американская епархия Русской православной церкви заграницей |             | Rua Mariana Borges, 229 — Pedreira, São Paulo                                    | |
| Порту-Алегри             | Церковь преподобного Сергия Радонежского  | 1938          | Аргентинская и Южноамериканская епархия Русской православной церкви |             | Av. General Emílio Lúcio Esteves, 215 Santa Maria Goretti 91030-290 Porto Alegre | до 1995 года находился в РПЦЗ                                                                               |
| Рио-де-Жанейро           | Церковь святой мученицы Зинаиды           | 1937          | Аргентинская и Южноамериканская епархия Русской православной церкви |             | Rua Monte Alegre 210, Santa Tereza CEP. 20240-190, Rio de Janeiro                | с 1969 года — в ПЦА, с 1973 года — в РПЦЗ, с 1976 года — в ПЦА, с 1998 года — в Русской православной церкви |
| Сан-Паулу                | Храм Благовещения Божией Матери           | 1892 (2013)   | Аргентинская и Южноамериканская епархия Русской православной церкви |             | Rua dos Sorocabanos 100, Ipiranga, São Paulo                                     | C 1954 года был униатским. С 2013 года — православный                                                       |
| Сан-Паулу                | Собор святителя Николая Чудотворца        | 1939          | Фактически: Русская православная церковь заграницей (юрисдикции митрополита Агафангела); Формально: Каракасская и Южно-Американская епархия Русской православной церкви заграницей |             | Rua Tamandaré, 710, São Paulo                                                    | кафедральный собор                                                                                          |
| Санта-Роза               | Церковь святых апостолов Петра и Павла    | 1970          | Аргентинская и Южноамериканская епархия |             | Rua Rui Barbosa, 175, 98900-000 Santa Rosa                                       | |

Приходы без отдельных храмов и домовые храмы
| Город                   | Приход                                       | Год основания | Современная юрисдикция | Изображение | Современный адрес                                                                          | Примечания                                                                              |
| ----------------------- | -------------------------------------------- | ------------- | --- | ----------- | ------------------------------------------------------------------------------------------ | --------------------------------------------------------------------------------------- |
| Бразилиа                | Храм в честь иконы Божией Матери «Одигитрия» | 2014          | Аргентинская и Южноамериканская епархия Русской православной церкви |             | Avenida das Nações, Acampamento Saturnino de Brito, Lote 09. CEP: 70.210-550, Brasília, DF | ortodoxiadf.he.com.br                                                                   |
| Вила Зелина (Сан-Паулу) | Церковь Покрова Пресвятой Богородицы         | 1951          | Фактически: Русская православная церковь заграницей (юрисдикции митрополита Агафангела); Формально: Каракасская и Южно-Американская епархия Русской православной церкви заграницей |             | Rua Montojo, 15, Vila Zelina, São Paulo                                                    |                                                                                         |
| Карапикуиба             | Церковь преподобного Серафима Саровского     |               | Фактически: Русская православная церковь заграницей (юрисдикции митрополита Агафангела); Формально: Каракасская и Южно-Американская епархия Русской православной церкви заграницей |             | Rua Ana, 75, Carapicuíba — São Paulo                                                       |                                                                                         |
| Рио-де-Жанейро          | Миссия Покрова Богородицы                    | 2014          | Аргентинская и Южноамериканская епархия Русской православной церкви |             | Rua Pereira Nunes 146A, Tijuca CEP. 20540-132, Rio de Janeiro                              | приход для православных верующих, говорящих на португальском языке (недоступная ссылка) |

## Венесуэла
| Город                     | Храм                                                   | Год постройки | Современная юрисдикция                                                         | Изображение | Современный адрес                                     | Примечания                                     |
| ------------------------- | ------------------------------------------------------ | ------------- | ------------------------------------------------------------------------------ | ----------- | ----------------------------------------------------- | ---------------------------------------------- |
| Лос Дос Каминос (Каракас) | Собор святителя Николая Чудотворца                     | 1955          | Каракасская и Южно-Американская епархия Русской православной церкви заграницей |             | Los Dos Caminos, Transversal 1, c/ Av. Avila, Caracas | кафедральный                                   |
| Каракас                   | Церковь Успения Пресвятой Богородицы                   | 1953          | Каракасская и Южно-Американская епархия Русской православной церкви заграницей |             | Calle Guayaquil 16, Alta Vista, Catia Caracas         | первый каменный православный храм и в Каракасе |
| Валенсия                  | Церковь Курско-Коренной иконы Божией Матери «Знамение» | 1950          | Каракасская и Южно-Американская епархия Русской православной церкви заграницей |             | Calle 81 Arvelo 10240, Santa Rosa, Valencia           |                                                |
| Баркисимето               | Церковь святителя Николая Чудотворца                   | 1950-е        | Каракасская и Южно-Американская епархия Русской православной церкви заграницей |             | Квартал между Carrera 17 и Calle 12-13, Barquisimento |                                                |
| Маракай                   | Церковь святых апостолов Петра и Павла                 | 1954          | Каракасская и Южно-Американская епархия Русской православной церкви заграницей |             | Av. Girardot 88, Maracay                              |                                                |

Приходы без отдельных храмов и домовые храмы
| Город   | Приход                               | Год основания | Современная юрисдикция                                                         | Изображение | Современный адрес                                    | Примечания |
| ------- | ------------------------------------ | ------------- | ------------------------------------------------------------------------------ | ----------- | ---------------------------------------------------- | ---------- |
| Каракас | Церковь Покрова Пресвятой Богородицы | 1948          | Каракасская и Южно-Американская епархия Русской православной церкви заграницей |             | Calle Real del Alta Vista, Alta Vista, Catia Caracas |            |

## Колумбия
Приходы без отдельных храмов и домовые храмы
| Город  | Приход                                         | Год основания | Современная юрисдикция                                              | Изображение | Современный адрес | Примечания |
| ------ | ---------------------------------------------- | ------------- | ------------------------------------------------------------------- | ----------- | ----------------- | ---------- |
| Богота | Приход во имя преподобного Серафима Саровского | 2009          | Аргентинская и Южноамериканская епархия Русской православной церкви |             | Bogotá, Colombia  |            |

## Панама
| Город  | Храм                              | Год постройки | Современная юрисдикция                                              | Изображение | Современный адрес                                | Примечания |
| ------ | --------------------------------- | ------------- | ------------------------------------------------------------------- | ----------- | ------------------------------------------------ | ---------- |
| Панама | Храм Покрова Пресвятой Богородицы |               | Аргентинская и Южноамериканская епархия Русской православной церкви |             | Calle Arboleda 313, Albrook, Panama, Rep. Panama |            |

## Парагвай
| Город       | Приход                     | Год основания | Современная юрисдикция                                                         | Изображение | Современный адрес                                     | Примечания |
| ----------- | -------------------------- | ------------- | ------------------------------------------------------------------------------ | ----------- | ----------------------------------------------------- | ---------- |
| Асунсьон    | Покровская церковь         | 1928          | Каракасская и Южно-Американская епархия Русской православной церкви заграницей |             | Nuestra Senorade la Asuncion 1143, Asuncion, Paraguay |            |
| Энкарнасьон | Свято-Николаевская церковь | 1920-е        | Сан-Паульская и Южно-Американская епархия РПЦЗ(А)                              |             | Tomás Romero Pereira y Artigas, Encarnación, Paraguay |            |

## Перу
| Город | Приход                 | Год основания | Современная юрисдикция                                              | Изображение | Современный адрес                              | Примечания |
| ----- | ---------------------- | ------------- | ------------------------------------------------------------------- | ----------- | ---------------------------------------------- | --- |
| Лима  | Свято-Троицкая церковь | 1955          | Буэнос-Айресская митрополия Константинопольской православной церкви |             | Avenida La Marina 401, Pueblo Libre, Lima Perú | изначально находилась в РПЦЗ; c 1959 года — в Северо-Американской митрополии, с 1998 года в Константинопольском Патриархате |

Приходы без отдельных храмов и домовые храмы
| Город | Приход                           | Год основания | Современная юрисдикция                                              | Изображение | Современный адрес | Примечания                      |
| ----- | -------------------------------- | ------------- | ------------------------------------------------------------------- | ----------- | ----------------- | ------------------------------- |
| Лима  | Приход во имя Матроны Московской | 2011          | Аргентинская и Южноамериканская епархия Русской православной церкви |             | Лима              | планируется строительство храма |

## Уругвай
| Город      | Храм                         | Год постройки | Современная юрисдикция                            | Изображение | Современный адрес                       | Примечания                                           |
| ---------- | ---------------------------- | ------------- | ------------------------------------------------- | ----------- | --------------------------------------- | ---------------------------------------------------- |
| Монтевидео | Церковь Воскресения Христова | 1920          | Сан-Паульская и Южно-Американская епархия РПЦЗ(А) |             | 2761 Ramon Del Valle Inclan, Montevideo | обслуживается клиром Троицкой церкви в Буэнос-Айресе |

Приходы без отдельных храмов и домовые храмы
| Город     | Приход               | Год основания | Современная юрисдикция                                                         | Изображение | Современный адрес | Примечания |
| --------- | -------------------- | ------------- | ------------------------------------------------------------------------------ | ----------- | --- | ---------- |
| Атлантида | Богоявленская община | 2013          | Каракасская и Южно-Американская епархия Русской православной церкви заграницей |             | Comunidad Ortodoxa Rusa de la Epifanía, Arcipreste Alexey Demidov, casa «Papako», calle 2 B entre Roger Balet y calle 16, Atlántida, Canelones, Uruguay |            |

## Чили
| Город      | Храм                                                       | Год постройки | Современная юрисдикция                                                         | Изображение | Современный адрес                                | Примечания     |
| ---------- | ---------------------------------------------------------- | ------------- | ------------------------------------------------------------------------------ | ----------- | ------------------------------------------------ | -------------- |
| Сантьяго   | Церковь Святой Троицы и Казанской иконы Божией Матери      |               | Каракасская и Южно-Американская епархия Русской православной церкви заграницей |             | Avenida Holanda 3576, Santiago                   |                |
| Сантьяго   | Церковь с приютом и школой св. прав. Иоанна Кронштадтского | 1969          | Сан-Паульская и Южно-Американская епархия РПЦЗ(А)                              |             | camino El Cajon, 18176, Arrayan, Santiago        | тел.232-161-52 |
| Консепсьон | Церковь преподобного Силуана Афонского                     | 2006          | Каракасская и Южно-Американская епархия Русской православной церкви заграницей |             | Avenida La Alhambra 257, Chiguayante, Concepción |                |

Приходы без отдельных храмов и домовые храмы
| Город                 | Приход                                   | Год основания | Современная юрисдикция                                                         | Изображение | Современный адрес                                           | Примечания   |
| --------------------- | ---------------------------------------- | ------------- | ------------------------------------------------------------------------------ | ----------- | ----------------------------------------------------------- | ------------ |
| Вальдивия             | Приход Благовещения Пресвятой Богородицы | 2008          | Каракасская и Южно-Американская епархия Русской православной церкви заграницей |             | Valdivia                                                    | домовый храм |
| Ла-Пинтана (Сантьяго) | Приход святого апостола Иоанна Богослова | 1972          | Аргентинская и Южноамериканская епархия Русской православной церкви            |             | Santa Rosa 12890, La Pintana, Santiago de Chile, Rep. Chile |              |
| Сантьяго              | Приход святителя Нектария Эгинского      | 2003          | Каракасская и Южно-Американская епархия Русской православной церкви заграницей |             | El Boldo 245, Estación Central, Santiago                    |              |

## Эквадор
Приходы без отдельных храмов и домовые храмы
| Город | Приход               | Год основания | Современная юрисдикция                                              | Изображение | Современный адрес         | Примечания                          |
| ----- | -------------------- | ------------- | ------------------------------------------------------------------- | ----------- | ------------------------- | ----------------------------------- |
| Кито  | Приход Святой Троицы | 2007          | Аргентинская и Южноамериканская епархия Русской православной церкви |             | 353 Juan Leon Mera, Quito | службы проводятся в «Casa de Moscu» |